# دان روبنسون (لاعب كرة قدم أسترالية)
دان روبنسون (بالإنجليزية: Dan Robinson)‏ هو لاعب كرة قدم أسترالية أسترالي، ولد في 3 يوليو 1994.

## وصلات خارجية
- دان روبنسون على موقع AustralianFootball.com (الإنجليزية)
- دان روبنسون على موقع AFLtables.com (الإنجليزية)